# アルベル・ゼネリ
アルベル・アヴニ・ゼネリ（Arbër Avni Zeneli, 1995年2月25日 - ）は、スウェーデン・ダーラナ県セーテル出身のサッカー選手。スュペル・リグ・アダナ・デミルスポル所属。コソボ代表。ポジションはMF。

## 来歴

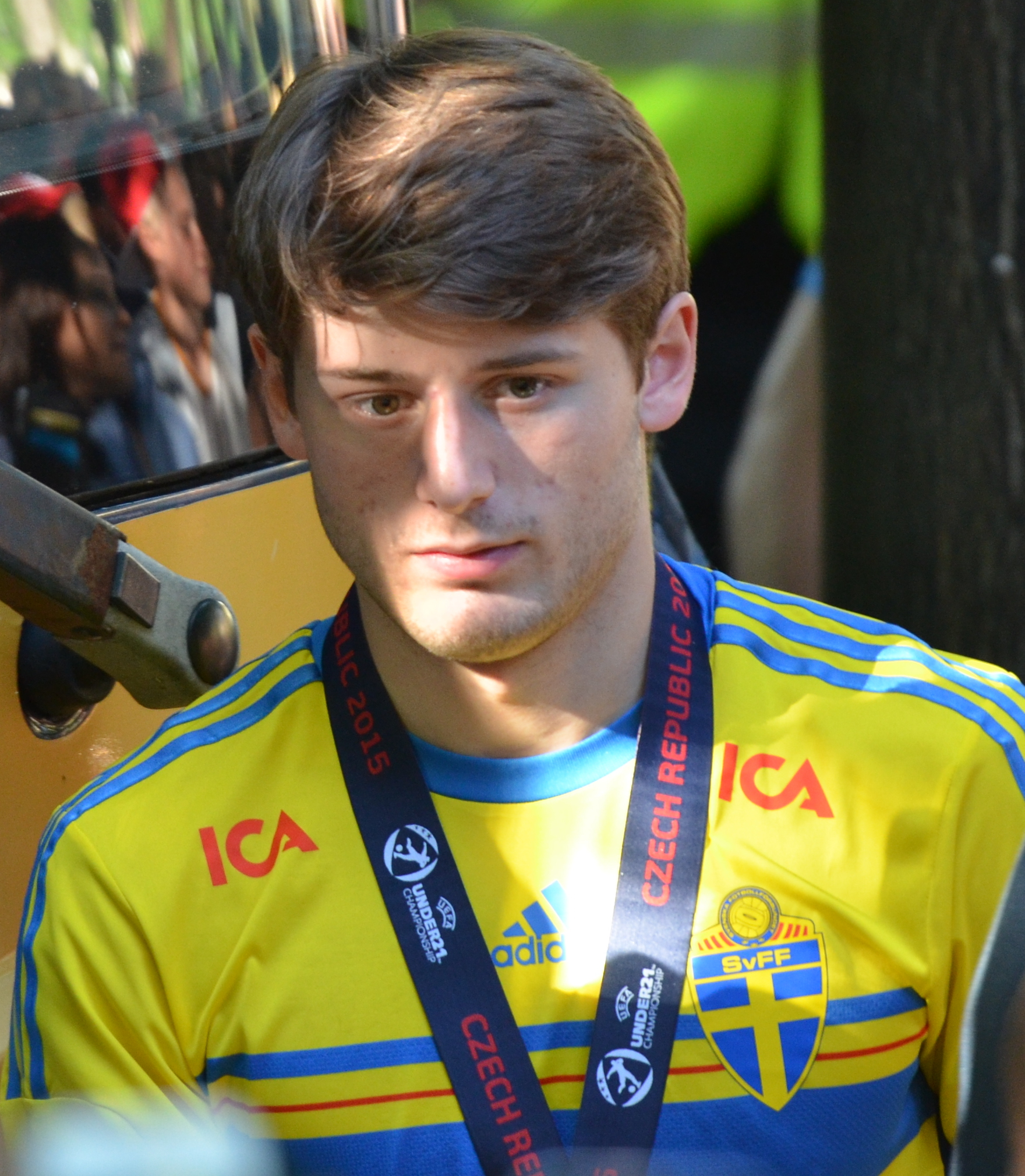
U-21スウェーデン代表でのゼネリ（2015年）

両親は1992年にコソボからスウェーデンに移り、ゼネリはセーテルで生まれた。2008年、Hälsinggårdens AIKを経て、エルフスボリに加入した。2013年12月、エルフスボリのファーストチームに昇格した。
2015年、U-21スウェーデン代表メンバーに選出され、UEFA U-21欧州選手権で優勝した。同年11月10日、オランダのヘーレンフェーンへの移籍が発表された。
2016年8月、コソボ代表を選択した。
2019年1月26日、スタッド・ドゥ・ランスに完全移籍。

## タイトル

### クラブ
エルフスボリ
- スヴェンスカ・クッペン：1回
  - 2013-14

### 代表
U-21スウェーデン代表
- UEFA U-21欧州選手権：1回
  - 2015